# Roger III de Foix
Roger III de Foix (? - 1148) fou comte de Foix (1124-1148).

## Orígens familiars
Fou el fill i successor de Roger II de Foix i la seva segona esposa Estefania de Besalú.

## Vida política
En ascendir al tron comtal va associar els seus germans petits Pere i Ramon Roger al govern del comtat. El quart germà, Bernat, sembla que no arribà a ser associat en morir prematurament. El nou comte va signar un tractat de pau i amistat amb Bernat Ató Trencavell de Carcassona el 31 de març de 1125.
Se'n va anar al Regne d'Aragó per participar en un acord entre el rei Ramir I d'Aragó i Alfons VII de Castella i estava a Lleó el 1135. De retorn a Foix va protegir l'abadia de Lezat amenaçada pels bandits i li va fer donacions de terres. En canvi es va enfrontar amb l'abat de Sant Volusià. En esclatar la guerra entre Tolosa i Barcelona, Roger III va estar al costat del sobirà tolosà tot i que estava casat, des del 1117 amb Ximena d'Osona, filla del comte de Barcelona i senyor del país de Salt, on els antics vescomtes, esdevingut només senyors, reconeixien el barceloní com a sobirà.

## Núpcies i descendents
Es va casar el 1117 amb Ximena d'Osona, filla de Ramon Berenguer III i Maria Díaz de Vivar, i vídua de Bernat III de Besalú. D'aquest matrimoni nasqueren:
- l'infant Roger Bernat I el Gras (v1130-1188), comte de Foix, i governador de Provença
- la infanta Brandimena de Foix (v1142-?), casada amb Guillem d'Aliom, vescomte de Sault
- la infanta Dolça de Foix (v1143-v1209), casada vers el 1157 amb Ermengol VII comte d'Urgell

Va morir el 1148 i el va succeir el seu fill Roger Bernat I el Gras.